# Жалис (микрорегион)
Жалис (порт. Microrregião de Jales) — микрорегион в Бразилии, входит в штат Сан-Паулу. Составная часть мезорегиона Сан-Жозе-ду-Риу-Прету. 
Население составляет 	149 197	 человек (на 2010 год). Площадь — 	3 929,227	 км². Плотность населения — 	37,97	 чел./км².

## Демография
Согласно сведениям, собранным в ходе переписи 2010 г. Национальным институтом географии и статистики (IBGE), население микрорегиона составляет:						
| Полное население                             | Полное население                             | Полное население                             | Полное население                             | 149 197 |
| -------------------------------------------- | -------------------------------------------- | -------------------------------------------- | -------------------------------------------- | ------- |
| в том числе:                                 | Городское население                          | 130 073                                      | Процент городского населения, %              | 87,18   |
|                                              | Сельское население                           | 19 124                                       | Процент сельского населения, %               | 12,82   |
|                                              | Мужское население                            | 73 915                                       | Процент мужского населения, %                | 49,54   |
|                                              | Женское население                            | 75 282                                       | Процент женского населения, %                | 50,46   |
| Плотность населения, чел/км²                 | Плотность населения, чел/км²                 | Плотность населения, чел/км²                 | Плотность населения, чел/км²                 | 37,97   |
| Население микрорегиона в % к населению штата | Население микрорегиона в % к населению штата | Население микрорегиона в % к населению штата | Население микрорегиона в % к населению штата | 0,36    |

## Статистика
- Валовой внутренний продукт на 2003 составляет 1 202 852 214,00 реалов (данные: Бразильский институт географии и статистики).
- Валовой внутренний продукт на душу населения на 2003 составляет 8036,59 реалов (данные: Бразильский институт географии и статистики).
- Индекс развития человеческого потенциала на 2000 составляет 0,783 (данные: Программа развития ООН).

## Состав микрорегиона
В составе микрорегиона включены следующие муниципалитеты:
1. Апаресида-д’Уэсти
2. Аспазия
3. Дирси-Рейс
4. Долсинополис
5. Жалис
6. Маринополис
7. Мезополис
8. Нова-Канаан-Паулиста
9. Палмейра-д’Уэсти
10. Паранапуан
11. Понталинда
12. Популина
13. Рубинея
14. Санта-Албертина
15. Санта-Клара-д’Уэсти
16. Санта-Фе-ду-Сул
17. Санта-Рита-д’Уэсти
18. Санта-Салети
19. Сантана-да-Понти-Пенса
20. Сан-Франсиску
21. Трес-Фронтейрас
22. Урания
23. Витория-Бразил